# تاريخ البنسلين

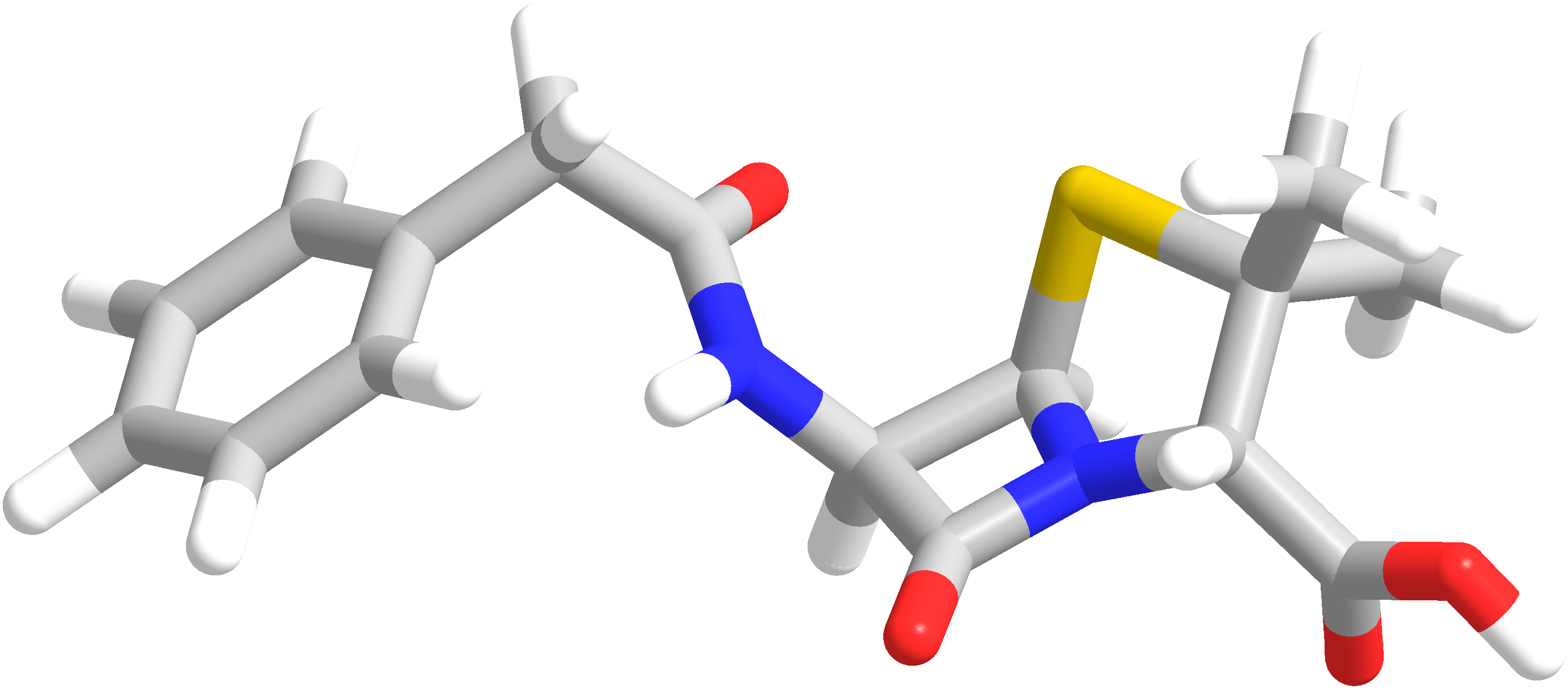
البنسلين جي

يعد ألكسندر فلمنج أول من اقترح أن فطر عفن البنسليوم يجب أن يحتوي على مادة مضادة للبكتريا، كما أنه كان أول من ركّز على المادة الفعالة التي أطلق عليها بنسلين، بيد أنه لم يكن أول من استخدم خصائصها في الطب. وكان من بين غيره ممن شارك في إنتاج البنسلين على نطاق واسع إرنست تشين وهوارد فلوري ونورمان هيتلي.
في ليلة من ليالي عام بدأ فلمينج يتفحص عدة صحون كان يربي فيها البكتريا اللازمة للتجارب.. وكان فلمنغ قد مال بهذه الصحون إلى حوض الغسيل وإذ عمد الدكتور الباحث إلى كشف كل صحن قبل أن يضعه في محلول التنظيف.. استوقفه واحد منها فإذا به يعلن قائلا: هذا غريب.. كان هناك بعض العفن ينمو على أديم هذا الصحن أو ذاك وكان ذلك مألوفاً في كل حال.. لكن كل البكتريا المحيطة بهذا العفن كانت قد ماتت.. وكان هذا هو الغريب كما لاحظ فلمنغ الذي بادر إلى تحليل عينة من العفن القاتل للبكتريا.. ليكتشف أنها من فصيلة اسمها البنسلين..
وهكذا أمكن الدكتور ألكسندر فلمنج من اكتشاف العقار الجديد عام 1929. وأن لم يقدّر له أن ينال اعتراف الدوائر الرسمية أو الطبية أو الشعبية إلا بعد أن أثبت نجاحاته في معالجة جرحى الحرب العالمية الثانية. وكان ذلك بفضل جهود اثنين من الكيميائيين اللذين استطاعا تحويل الكشف العلمي ومصادفته السعيدة إلى عقار دوائي مطروح في دنيا الطب والعلاج.
| الفترة التاريخية | المكان                     | الوصف |
| ---------------- | -------------------------- | --- |
| العصور القديمة   | اليونان والهند             | قامت العديد من الحضارات القديمة، بما في ذلك الحضارة الإغريقية القديمة والهند القديمة، باستخدام فطريات العفن وغيرها من النباتات لمكافحة العدوى. ويرجع السبب في ذلك إلى أن بعض فطريات العفن تقوم بإنتاج مواد مضادة للجراثيم. إلا أنهم، على الرغم من ذلك، لم يتمكنوا من تمييز أو تقطير المكون النشط في فطريات العفن. |
| "الطب التقليدي"  | صربيا واليونان             | يوجد العديد من الأدوية القديمة التي تدخل فطريات العفن في تكوينها. ففي صربيا واليونان، يعد الخبز المتعفن علاجًا تقليديًا للجروح والعدوى.[بحاجة لمصدر] |
| "التقليدية"      | روسيا                      | استخدم الريفيون الروس التربة الدافئة كعلاج للجروح المصابة بالعدوى.[بحاجة لمصدر] |
| حوالي 150 ق.م    | سريلانكا                   | ذكر التاريخ عن جنود الملك دوتوجامونو (Dutugemunu) (خلال الفترة 161-137 ق.م) أنهم كانوا يحفظون كعكة الزيت (حلوى سريلانكية تقليدية) لفترات طويلة في مخازن الوقود قبل القيام بحملاتهم وذلك حتى يتسنى لهم استخدامها ككِمادة مصنوعة من الكعك لمعالجة الجروح.[بحاجة لمصدر] ويُعتقد أن كعك الزيت يتمتع بوظيفة مزدوجة للمواد المُجففة والمضادة للبكتريا. |
| القرن 17         | بولندا                     | تم خلط الخبز الرطب مع أنسجة العنكبوت (التي تحتوي على الأبواغ) لمداواة الجروح. وهذا الأسلوب ذكره هنريك سينكيفيتش (Henryk Sienkiewicz) في روايته بالنار والسيف (With Fire and Sword) التي نشرت عام 1884. |
| 1640             | إنجلترا                    | أشار إلى فكرة استخدام فطر العفن كطريقة للعلاج بعض الصيادلة مثل جون باركينجتون (John Parkington)، أخصائي العلاج بالأعشاب في شركة كينج (King)، والذي أيد فكرة استخدام فطر العفن في كتابه الذي تم نشره عام 1640 عن علم الأدوية.[بحاجة لمصدر] |
| 1870             | إنجلترا                    | في عام 1870، لاحظ السيد جون سكوت بوردون ساندرسون (Sir John Scott Burdon-Sanderson) الذي أدار مستشفى القديسة مريم (St. Mary's Hospital) خلال الفترة من 1852 وحتى 1858 والذي عمل كمحاضر بها خلال الفترة من 1854 وحتى 1862 أن سائل المزرعة المغطى فطر العفن لن ينتج عنه بكتريا. |
| 1871             | إنجلترا                    | في عام 1871، استعان جوزف ليستر (Joseph Lister)، وهو جراح إنجليزي ومؤسس علم التعقيم الحديث، باكتشاف بوردون ساندرسون ليصل إلى فحص ووصف أن عينات البول الملوثة بفطريات العفن لم تسمح بنمو البكتريا. كما قام بوصف أثر المضاد الحيوي في النسيج البشري على ما أسماه البنسليوم الأزرق (Penicillium glaucum) حيث كانت توجد هناك ممرضة بمستشفى كينغ كولدج (King's College Hospital) تعاني من عدم استجابة الجروح لديها لأي مُطهر، وتم إعطاؤها مادة أخرى تسببت في شفائها، وأخبرها مساعد ليستر أن هذه المادة تُدعى البنسليوم. |
| 1874             | إنجلترا                    | رصَدَ ويليام روبرتس (William Roberts) عام 1874 أن التلوث البكتيري لا يتواجد بوجه عام في مستنبتات البنسليوم الأزرق الفطري المتعفن. |
| 1875             | إنجلترا                    | في عام 1875 تابَعَ جون تيندال (John Tyndall) عمل بوردون ساندرسون وأوضح للجمعية الملكية (Royal Society) أثر فطريات البنسليوم المتعفنة المضادة للبكتريا 1875. |
| 1875             |                            | أظهرت العصوية الجمرية (Bacillus anthracis) أنها تسبب الإصابة بالجمرة الخبيثة. وكان هذا أول إثبات على أن بعض أنواع البكتريا تسبب أمراضًا مُعينة. |
| 1877             | فرنسا                      | أدرك كلٌ من لوي باستير (Louis Pasteur) وجول فرانسوا جوبير (Jules Francois Joubert)أن استنباتات البكتريا العصوية للجمرة الخبيثة عندما تتعرض لتلوث الفطريات المتعفنة تتوقف عن النمو. وتقول بعض المراجع أن باستير حدّد هذه السلالة بفطر بنسليوم نوتاتم (Penicillium notatum).[بحاجة لمصدر] |
| 1887             | فرنسا                      | في عام 1887، وجد غاري (Garré) نتائج شبيهة. |
| 1895             | إيطاليا                    | نشر فينتشنزو تيبيريو (Vincenzo Tiberio)، وهو طبيب بجامعة نابولي، بحثًا عن فطر عفن موجود في بئر مياه ويتميز بتأثير مضاد للبكتريا. |
| 1897             | فرنسا                      | اكتشف إرنست دوتشيسن (Ernest Duchesne) بمدرسة الصحة العسكرية (École du Service de Santé Militaire) في ليون بمفرده الخصائص العلاجية لفطر عفن البنسليوم الأزرق فضلاً عن علاج خنازير غينيا المصابة بحمى التيفية (typhoid). وقام بنشر رسالة في عام 1897 بيد أنها لاقت تجاهلاً من معهد باستير (Institut Pasteur). ومع ذلك نجد أن دوتشيسن نفسه كان يستخدم الاكتشاف الذي قدّمه ساسة الخيل العرب الذين كانوا يستخدمون فطريات العفن لمداواة قُرح الخيل. حيث إنه لم يدّعي أن فطر العفن يحتوى على أي مادة مضادة للبكتريا بل إنه يحمي الحيوانات بطريقة ما. - تمكّن دوتشيسن من مداواة حُمى التيفية، بيد أن البنسلين الذي انتزعه فليمنج (Fleming) يعجز عن ذلك. - قام دوتشيسن بحقن الفطر بالبنسليوم الأزرق الفطري. على الجانب الآخر، قام فليمنج بنزع مادة البنسلين من فطر بنسليوم نوتاتم. - تم استخدام مصطلح البنسليوم الأزرق كعبارة جامعة في نفس الوقت لمختلف أنواع الفطريات، بيد أنها لم تشمل فطر بنسليوم نوتاتم ولم تضم فطر العَفَن لسوء الحظ، مما جعل من الصعب اليوم أن نحدد أي الفطريات يكون مسئولاً عن المداواة، ومن ثم تقل دقة تحديد المادة المسئولة عن ذلك. |
| 1920             | بلجيكا                     | في عشرينيات القرن الماضي، لاحظ كلٌ من آندريه جراتيا (Andre Gratia) وسارة داث (Sara Dath) وجود تلوث فطري في أحد مزارع العُنقودية الذهبية (Staphylococcus aureus) الخاصة بهم أدى إلى تثبيط نمو البكتريا. وحدّدا هذا التلوث على أنه نوعًا من البنسليوم ثم قاما بتقديم ملاحظاتهما في ورقة بحثية. جدير بالذكر أن هذه الورقة البحثية لم تلقَ اهتمامًا كبيرًا. |
| 1923             | كوستاريكا                  | قام عالم بمعهد باستير, يُدعى الكوستاريكي كلودوميرو بيكادو توايت (Clodomiro Picado Twight) بتسجيل التأثير المضاد للجراثيم الخاص بالنسليوم. |
| 1928             | إنجلترا                    | لاحظ فلمنج وجود هالة مُثبطة للنمو البكتيري حول فطر العفن الأخضر المُلوث ذي اللون الأخضر المائل للزرقة على مُستنبت صفيحة عنقودي. واستنتج أن فطر العفن كان ينتج عنه إفرازات تعمل على تثبيط النمو البكتيري. ثم قام باستنبات مُستنبت نقي من فطر العفن واكتشف أنه بنسليوم نوتاتم. ومن خلال حصوله على مساعدة من أحد الكيميائيين جمّع أطلق عليه بعد ذلك البنسلين". وخلال سنواته التالية الاثنتي عشرة، قام باستنبات وتوزيع فطر عفن أصلي، بيد أن محاولته في الحصول على مساعدة من أي كيميائي مُحنك لديه خبرة كافية على توفير الشكل الثابت له لم يحالفها الحظ، لتوفير عملية إنتاج على نطاق واسع. |
| 1930             | إنجلترا                    | حاول سيسيل جورج باين (Cecil George Paine)، وهو أخصائي علم الأمراض بالمستشفى المَلَكي في شفيلد، معالجة قوباء الذقن (sycosis) (طفْح في كيس الذقن) من خلال استخدام البنسلين بيد أنه باء بالفشل، ومن المحتمل أن يكون السبب في ذلك عدم نفاذ العقار لعمق كافٍ. وعند انتقاله إلى الرمد الوَليدي (opthalmia neonatorum)، وهو عدوى بالمُكوّرات البينية في الأطفال، حقق أول حالة تعافي في 25 نوفمبر 1930، حيث تسبب في تعافي أربعة مرضى (شخص بالغ وثلاثة أطفال) من عدوى بالعيون، على الرغم من ذلك لم يحالف الحظ المريض الخامس ليتعافى على يديه. |
| 1938             | إنجلترا                    | قام هوارد والتر فلوري (Howard Walter Florey)، في أكسفورد، بتنظيم فريق البحث البيوكيميائي الكبير والمُحنّك الخاص به، وكان من بينهم على وجه الخصوص أرنست بورس تشين (Ernst Boris Chain) ونورمان هتلي (Norman Heatley)، للقيام بعمل ابتكاري يتمثل في الحصول على بنسلين ثابت. |
| 1941–1943        | الولايات المتحدة الأمريكية | في بيوريا, إلينوي: قام موير (Moyer) وكوغل (Coghill) ورابيرا (Raper) في USDA المختبر الشمالي للبحوث الإقليمية (NRRL) بتطوير طرقٍ لإنتاج البنسلين المُصنّع، كما قاموا باستخلاص سلالات عالية الإنتاج من فطريات البنسليوم fungus. |
| 1941–1944        | الولايات المتحدة الأمريكية | في بروكلين، نيويورك: قام جاسبر كين (Jasper Kane) وغيره من علماء شركة فايزر (Pfizer) بتطوير الطريقة العملية للتخمر في حاوية عميقة لإنتاج كميات كبيرة من البنسلين الدوائي. |
| 1945             | المملكة المتحدة            | في أوكسفورد: ومن خلال استخدام التحليل البلوري بأشعة إكس، قامت دوروثي هودجكن (Dorothy Hodgkin) بتوضيح البنية الكيميائية الصحيحة للبنسلين. |
| 1952             | النمسا                     | في مدينة كندل، تيرول: قام كلٌ من هانز مارحريتر (Hans Margreiter) وإرينست براندل (Ernst Brandl) التابعيْن لشركة بيوكيمي (Biochemie ) (المعروفة الآن باسم ساندوز (Sandoz)) بتطوير أول بنسلين مُستقر الحمض يتم تناوله عن طريق الفم، يُعرف باسم البنسلين في (Penicillin V). |
| 1957             | الولايات المتحدة الأمريكية | قام الكيميائي جون سي شيهان (John C. Sheehan) الذي يعمل في معهد ماساتشوستس للتقنية (MIT) بإتمام أول تركيب اصطناعي للبنسلين عام 1957. |

## أول استخدام طبي
أجرى فلمنج أول تجربة سريرية استخدم فيها البنسلين على كرادوك الذي أصيب بالتهاب شديد في جوف الأنف وخضع لعملية جراحية إثر ذلك. استغل فلمنج الفتح الجراحي لمجرى الأنف وبدأ بحقن البنسلين في 9 يناير عام 1929 ولكنه لم يسجل أي تأثير؛ وقد يعزى ذلك لحقيقة أن العدوى كانت نتيجة الإصابة بالمستدمية النزلية، وهي بكتيريا غير حساسة للبنسلين. أعطى فلمنج عينات من البنسلين لزميله الجراح آرثر ديكسون رايت ليختبرها في عام 1928. أقر رايت مرارًا بفعالية الدواء، ولكن لا تتوفر أي سجلات توضح تلك النتائج.
نجح سيسيل جورج باين في استخدام البنسلين كعلاج لأول مرة. عمل باين كاختصاصي بعلم الأمراض في مشفى شيفيلد الملكي، لكنه كان أحد طلاب فلمنج السابقين. عندما علم باين بالاكتشاف، طلب من فلمنج عينات للتجربة. حاول في البداية علاج تينة اللحية بالبنسلين لكنه لم ينجح، ربما لأن الدواء لم يتغلغل بعمق كافي. حقق البنسلين النجاح لأول مرة في 25 نوفمبر عام 1930، عندما نجح في علاج الرمد الوليدي، وهو إنتان بالمكورات البنية. ضمت التجربة حينها أربعة مرضى (أحدهم بالغ والآخرون رضع) مصابين بعدوى في العين.

وضح فريق فلوري في أكسفورد قدرة مستخلص البنيسيليوم على قتل أنواع مختلفة من الجراثيم (كالعقديات المقيحة والمكورات العنقودية الذهبية والمطثيات المنتنة) في أوساط الزرع، كما أظهر قدرة المستخلص على شفاء الفئران المصابة بالعقديات. نشر الفريق نتائجه في مجلة ذا لانسيت بعنوان «البنسلين كعلاج كيميائي» بتاريخ 24 أغسطس 1940، وكتب في الخلاصة:
كانت النتائج واضحة. أظهر البنسلين فعالية واضحة في الجسم الحي ضد ثلاثة كائنات مثبطة في المختبر على الأقل. نعتقد أن النتيجة تمنحنا الأمل بقدرة الدواء على قتل جميع الكائنات الخاضعة للتخفيف العالي في المختبر بعد وضعها في الجسم الحي. لا يرتبط البنسلين بأي علاج كيميائي قيد الاستخدام في الوقت الحالي، وتعتبر فعاليته ضد الكائنات اللاهوائية المرتبطة بالغرغرينا الغازية واضحة.
عالج فريق أكسفورد الشرطي ألبرت ألكساندر المصاب بإنتان شديد في الوجه في عام 1941. تحسنت حالة الشرطي، ولكنه توفي بعد نفاذ إمدادات البنسلين. بعد ذلك، عولج العديد من المرضى الآخرين بنجاح. في ديسمبر 1942، عولج الناجون من حريق كوكونت غروف في بوسطن بالبنسلين ليكونوا حالات الحروق الأولى المعالجة به.
خضع البنسلين لأهم اختبار سريري في أغسطس 1942؛ عندما عالج فلمنج هاري لامبرت من عدوى مميتة في الجهاز العصبي (التهاب سحايا بالمكورات العقدية). كان لامبرت زميل شقيق فلمنج في العمل، وهو من طلب مساعدة فلمنج في العلاج. طلب فلمنج من فلوري الحصول على عينة من البنسلين المنقى ليحقنها على الفور ضمن قناة لامبرت الشوكية. أظهر لامبرت علامات التحسن في اليوم التالي، وتعافى تمامًا في غضون أسبوع. نشر فلمنج تجربته السريرية في مجلة ذا لانسيت في عام 1943. أنشأ مجلس الوزراء البريطاني المعني بالحرب لجنة البنسلين في 5 أبريل 1943 بناءً على الدليل الطبي الأخير. عينت اللجنة سيسيل وير -المدير العام للمعدات- رئيسًا لها، وضمت فلمنج وفلوري والسير بيرسيفال هارتلي وأليسون وممثلين عن شركات الأدوية كأعضاء. أدى تشكيل اللجنة إلى إنتاج كميات كبيرة من البنسلين في العام التالي.

## النتائج
تقاسم فلمنج وفلوري وتشين في عام 1945 جائزة نوبل في الطب أو علم وظائف الأعضاء لاكتشاف البنسلين وتأثيره العلاجي في العديد من الأمراض المعدية.

حصل أندرو جاكسون موير على براءة اختراع في طرق إنتاج البنسلين وعزله في الولايات المتحدة الأمريكية في عام 1945. أراد تشين تسجيل اسمه ليحصل على براءة اختراع، ولكن فلوري وزملاؤه اعترضوا على ذلك بحجة أن المنفعة يجب أن توزع على الجميع. صرح السير هنري ديل بأن ذلك سيكون غير أخلاقي. علق فلمنج غاضبًا على موضوع براءات الاختراع الأمريكية لإنتاج البنسلين بما يلي:
لقد وجدت البنسلين وأعطيته مجانًا لصالح البشرية. لماذا يجعلونه احتكارًا يربح منه المصنعين في بلد آخر؟ 
حصلت دوروثي هودجكن على جائزة نوبل في الكيمياء عام 1964 لتحديدها هياكل بعض المواد الكيميائية الحيوية المهمة باستخدام تقنيات الأشعة السينية.

## تطوير مشتقات البنسلين
عمد الباحثون إلى البحث عن مشتقات جديدة من البنسلين، بسبب محدودية الطيف العلاجي للبنسلين إضافةً إلى انخفاض نشاط فينوكسي ميثيل البنسلين الفموي. سمح عزل نواة البنسلين (6-APA) بصنع بنسلين شبه اصطناعي مع إضافة تعديلات مختلفة على بنزيل البنسلين (تضمنت التعديلات تحسين التوافر الحيوي والطيف العلاجي والثبات والتحمل). يعتبر تطوير الأمبيسلين في عام 1961 أولى الخطوات المهمة في هذا المجال. أنتج الأمبيسيلين في معامل أبحاث بيشام في لندن. كان العنصر الجديد أكثر فائدة من البنسلين الأصلي بسبب تأثيره على البكتيريا موجبة وسلبية الغرام. استمرت عملية التطوير لتسفر عن البنسلينات المضادة للبيتا لاكتام كالفلوكلوكساسلين والديكلوكساسيلين والميثيسيلين. تعود أهمية هذه العناصر إلى نشاطها ضد الأنواع البكتيرية المنتجة للبيتا لاكتام، لكنها لم تكن فعالة ضد سلالات المكورات العنقودية الذهبية المقاومة للميثيسيلين التي ظهرت لاحقًا.
تطورت لاحقًا البنسلينات المضادة للبكتيريا سلبية الغرام كالكاربينيسيلين والتيكارسيلين والبيبراسيلين. تحمل البنسلينات الأخيرة حلقة البيتالاكتام ضمن بنيتها، ولهذا تعتبر فائدتها مشابهة للمضادات الحيوية الأخرى الحملة للحلقة كالميسيلينامات والكاربابينيمات والسيفالوسبورينات -الأهم.
أصبحت البنسلينات المرتبطة بالبيتالاكتام أكثر المضادات الحيوية استخدامًا في العالم. طورت معامل أبحاث بيشام بنسلين شبه اصطناعي سمي بالأموكسيسيلين في عام 1970، وهو الأكثر استخدامًا من بين جميع البنسلينات.

## المقاومة الدوائية
حذر فلمنج من احتمال تطوير البكتيريا مقاومة للبنسلين في محاضرة نوبل التي ألقاها، وقال:
سيأتي وقت يستطيع فيه أي شخص شراء البنسلين من أي متجر. قد يقلل الشخص الجاهل من الجرعة المطلوبة ما يعرض ميكروباته لكميات غير قاتلة من الدواء، وهذا سيؤدي إلى تطور مقاومة ضد الدواء.
أبلغ إرنست تشين وإدوارد أبراهام في عام 1940عن أول مؤشر لمقاومة البنسلين لدى سلالة من الإشريكية القولونية؛ إذ أصبحت الأخيرة منتجة لإنزيم البنسليناز، وهو إنزيم قادر على تكسير البنسلين وإبطال تأثيره المضاد للبكتيريا تمامًا. درس تشين وأبراهام الطبيعة الكيميائية للبنسليناز ونشرا تقريرهما في مجلة نيتشر حيث كتبا:
استنتجنا أن المادة الفعالة عبارة عن إنزيم؛ لأنها تلفت عند تسخينها للدرجة 90 لمدة 5 دقائق وعند حضانتها مع الباباين المنشط بسيانيد البوتاسيوم بوسط درجة حموضته تساوي 6، ولأنها لم تمر عبر أغشية السيلوفان.
وثقت مقاومة سلالات من المكورات العنقودية الذهبية للبنسلين في عام 1942، وأصبحت معظم السلالات مقاومة للبنسلين بحلول الستينيات. وثقت مقاومة سلالات من العقديات الرئوية للبنسلين في عام 1967، ولاحقًا طورت العديد من السلالات البكتيرية مقاومة للبنسلين.

## وصلات خارجية
- “History of Antiobiotics” from a course offered at جامعة برنستون.
- Brown, Kevin W. (St Mary's Trust Archivist and Alexander Fleming Laboratory Museum Curator) (2004). Penicillin man: Alexander Fleming and the antibiotic revolution. Scarborough, Ont: Sutton Pub. ISBN:0-7509-3152-3.
(Most of the information in this article comes from this book)
- Debate in the House of Commons on the history and the future of the discovery